# Płótno introligatorskie

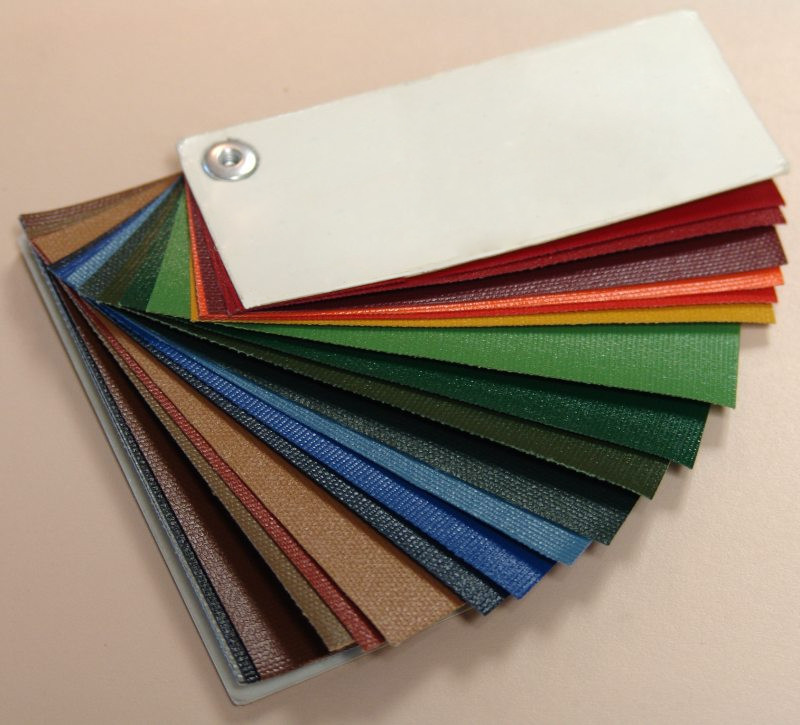
Próbnik płócien introligatorskich typu bukram

Płótno introligatorskie – rodzaj tkaniny introligatorskiej, wyrób włókienniczy tkany, specjalnie przystosowany do czynności introligatorskich, wykorzystywany jako materiał pokryciowy ozdobny (a czasami jednocześnie usztywniający) lub jako materiał konstrukcyjny, stosowany do całości lub części okładki w dowolnej oprawie. Najczęściej stosowany w oprawie twardej.
Typowe płótno introligatorskie jest płótnem bawełnianym, rzadziej lnianym. Jest bardzo ścisłe, wysoce jednorodne, wytrzymałe mechanicznie, stabilne wymiarowo (także po zmoczeniu), a jedną z jego najważniejszych cech jest odporność na przesiąkanie kleju. Powierzchnia górna jest specjalnie formowana: od wygładzanej, a nawet nabłyszczanej, poprzez zmatowioną lub szorstką, aż do chropowatej, może mieć również wyciśnięte wzory lub specjalnie zachowany wygląd struktury surowej tkaniny. Powierzchnia dolna jest przystosowana do przyjmowania kleju.
W celu nadania płótnu introligatorskiemu odpowiednich właściwości, jest ono apreturowane (czasami mocno, a nawet obustronnie), oraz jest intensywnie zaprawiane substancjami barwiącymi, konserwującymi i innymi. Płótno introligatorskie można malować oraz tłoczyć. Czasami ma nadane również inne cechy, np. wodoodporność.

## Rodzaje płótna introligatorskiego
- bukram
- ekruda
- kaliko
- kanafas
- merla
- moleskin
- szare płótno

W celach wyłącznie ozdobnych można stosować również wiele innych wyrobów włókienniczych, niebędących typowymi płótnami introligatorskimi.